# Han Kan (cráter)
Han Kan es un cráter de impacto de 50 km de diámetro del planeta Mercurio. Debe su nombre al pintor chino Han Gan (720-780), y su nombre fue aprobado por la  Unión Astronómica Internacional en 2012.